# Forêt nationale Gifford Pinchot
Pour les articles homonymes, voir Gifford.

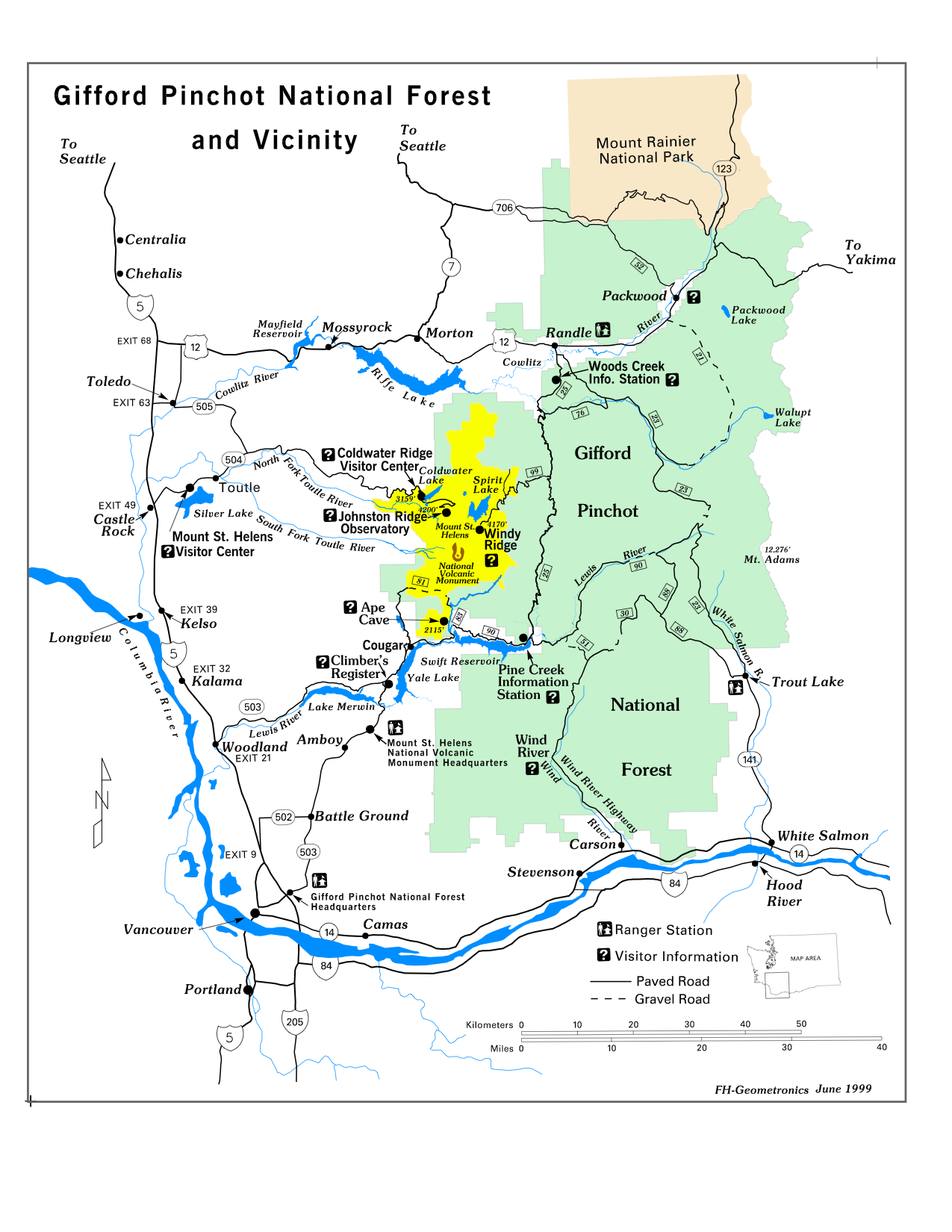
Carte du Gifford Pinchot National Forest.

La forêt nationale Gifford Pinchot National Forest est une forêt nationale américaine située dans l'État de Washington aux États-Unis. Elle couvre une superficie de 5 537 km2 à l'ouest de la chaîne montagneuse des Cascades. Elle comporte les 445 km2 du monument national du mont St Helens créé en 1982 par le Congrès américain.
Le Congrès a également créé dans la zone depuis 1964:
- Goat Rocks Wilderness - 427 km2
- Tatoosh Wilderness - 63,9 km2
- Mount Adams Wilderness - 191 km2
- Indian Heaven Wilderness - 82,6 km2
- Trapper Creek Wilderness  - 24 km2
- Glacier View Wilderness - 12,6 km2 (depuis 1984)

Le bureau du service forestier est basé à Vancouver (Washington). Le nom de la forêt vient de celui du premier chef du Service des forêts des États-Unis, qui s'appelait Gifford Pinchot. Celui-ci a énormément participé à la création du système national des forêts. 

## Histoire
La forêt est une des plus anciennes forêts nationales des États-Unis. Elle faisait d'abord partie de la Mount Rainier Forest Reserve en 1897 ; la zone fut ensuite séparée en tant que Columbia National Forest en 1908. Son nom actuel lui a été donné en 1949.

## Géographie
La forêt nationale est située dans une région montagneuse comprise entre le Mont Saint Helens et le Mont Adams non loin du fleuve Columbia qui passe plus au sud. 